# No Broken Hearts
No Broken Hearts è un singolo della cantante statunitense Bebe Rexha, pubblicato il 16 marzo 2016.

## Video musicale
Il video musicale è stato diretto da Dave Meyers e pubblicato il 7 aprile 2016 sul canale YouTube della cantante. Nel video si vede chiaramente il rapper G-Eazy, con cui Rexha ha precedentemente collaborato, fare un'apparizione.

## Successo commerciale
Il singolo ha raggiunto la posizione #90 nella classifica ufficiale italiana dei singoli.